# 10568 Yoshitanaka
A 10568 Yoshitanaka (ideiglenes jelöléssel 1994 CF1) a Naprendszer kisbolygóövében található aszteroida. S. Otomo fedezte fel 1994. február 2-án.